# Shut Up (canción de Madness)
«Shut Up» (en español: «Cállate») es un tema pop escrito por Suggs y Chris Foreman. Lo grabó la banda de pop/ska Madness y apareció en su tercer álbum 7. Se publicó como sencillo el 11 de septiembre de 1981 y estuvo 10 semanas en la UK Singles Chart; llegó a alcanzar el número 7.

## Contenido musical
La canción narra la historia de un delincuente que, a pesar de las pruebas evidentes, intenta convencer a la gente de que no es culpable. Aunque la canción se llama "Shut Up", las dos palabras no aparecen en ningún momento. Sin embargo, fueron las últimas palabras de una estrofa adicional que era parte de una versión preliminar de la canción.

## Videoclip
El vídeo promocional para el sencillo mostraba a la banda vestida de delincuentes y más tarde de policías mientras que el vocalista principal Suggs permanecía vestido de maleante. En una secuencia, el grupo disfrazado se junta a medida que Chris Foreman (vestido de policía) toca el solo de guitarra de la canción en una guitarra "Super Yob".

## Apariciones
Además de su publicación como sencillo y su aparición en el álbum 7, Shut Up también aparece en los recopilatorios de Madness Complete Madness, It's... Madness Too, The Business, Divine Madness (a.k.a. The Heavy Heavy Hits) y Our House. También aparece en dos recopilatorios de Madness para EE. UU. Madness yTotal Madness.

## Listas de pistas
- Sencillos de 7"

1. «Shut Up» (McPherson/Foreman) - 2:51
2. «A Town With No Name» (Foreman) - 2:52

- Sencillos de 12"

1. «Shut Up» (Extended) (McPherson/Foreman) - 4:07
2. «Never Ask Twice» (McPherson/Barson) - 3:08
3. «A Town With No Name» (Foreman) - 2:52

- Datos: Q9076900